# Manuel Abril
Manuel Abril García (Madrid, 1884-Madrid,1943) fue un dramaturgo, poeta, novelista, traductor, periodista y crítico español, del que se ha destacado su producción de literatura infantil.

## Biografía
De nombre completo Manuel Abril García, empezó como poeta escribiendo Canciones del corazón y de la vida (1906) y Hacia la luz lejana (1914). Como crítico pueden destacarse su estudio Felipe Trigo, su vida, su obra, su moral (1917), y monografías sobre Julio Romero de Torres y Ramón Casas, así como de otros artistas españoles, publicadas por la Editorial Renacimiento.

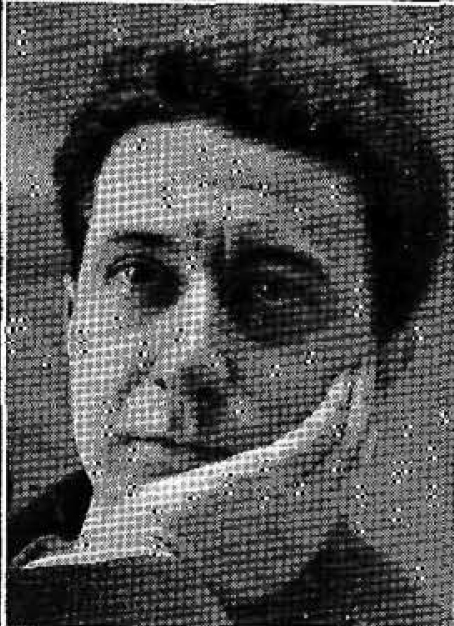
Fotografiado hacia 1915

Como novelista escribió La salvación. Sociedad de seguros del alma (1926), colaborador de La Ilustración Española y Americana, la revista musical Cruz y Raya y crítico de arte en Blanco y Negro. Participó en la fundación de la Sociedad de Artistas Ibéricos y colaboró en la emisora Unión Radio de Madrid con programas de cuentos para niños.
También se ha destacado la dramaturgia infantil de Manuel Abril, con piezas como La princesa que se chupaba el dedo, estrenada el 14 de diciembre de 1917 en el Teatro Eslava; publicada más tarde en la Editorial Renacimiento, con el subtítulo de Cuento burlesco en tres actos (a la que se añadieron además de texto, decorados e ilustraciones musicales, un dossier de prensa).
Desde 1920 publicó narraciones infantiles en Los lunes de El Imparcial, en la revista infantil Pinocho y en la Editorial Calleja. También dirigió la segunda época de la revista Chiquilín. En 1930 se editaron en la Compañía Ibero-Americana de Publicaciones que tenía sede en Madrid, Barcelona y Buenos Aires, la mayor parte de los cuentos de Manuel Abril, en tres volúmenes, con el título Cuentos para niños:
- El primer volumen titulado Colección diablos y diabluras, incluía los cuentos: Los tres hijos del diablo, Totó, Titi, Loló, Lili, Frufrú, Pompoff y la señora Romboedro y otros cuentos para niños, Don Poldito, el atrevido, Napoleón, el chico, El niño que quiso ser gigante y La nuez de Bartolo y el constipado del diablo.

- El segundo volumen, titulado Aventuras asombrosas, incluía El secreto de Garlopilla, El arte de Birlibirloque, el cuento de!No es verdad!, El Lorf John y el Marabú, las sombras y doña Semana.

- El tercer volumen se titulaba Aventuras de animales, e incluía los cuentos de Trampolín y la Pájara pinta, Panfrito y Borla de Polvos, El cuento del pio pio, Limpiaplumas, El domador de leones y el brujo Estrujalimones y La aventura de don Veloz.

## Obra

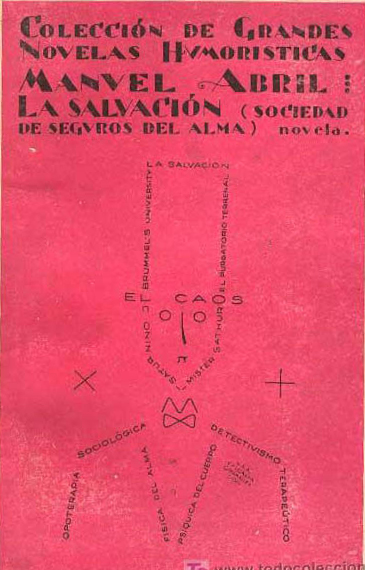
Portada de Salvación.

- Poesía: Canciones del corazón y de la vida (1906), Hacia la luz lejana (1914) y Felipe Trigo, su vida, su obra, su moral (1917).
- Monografías sobre Julio Romero de Torres y Ramón Casas.
- Traducciones: monografía sobre Leonardo Da Vinci, el volumen VI de la historia del arte de Karl Woeman, el Adolfo de Benjamín Constant y obras de Vigny y de Chejov.
- De la naturaleza al espíritu. Ensayo crítico de pintura contemporánea desde Sorolla a Picasso: Primer premio de Literatura del Concurso Nacional (1934),
- Teatro: La princesa que se chupaba el dedo, Cuento burlesco en tres actos y Viaje al portal de Belén.[5]
- Cuentos: Colección diablos y diabluras, Aventuras asombrosas y Aventuras de animales.
- Novela: La salvación. Sociedad de seguros del alma (1926)

## Un contertulio de Pombo
Donado al Estado español por Ramón Gómez de la Serna, se muestra y conserva en el Museo Nacional Centro de Arte Reina Sofía el cuadro pintado en 1920 por José Gutiérrez Solana denominado Tertulia del café de Pombo. El cuadro retrata a algunos tertulianos habituales del desaparecido café, situado en el número 4 de la calle de Carretas; Manuel es el primero de pie a la izquierda; al otro extremo está Salvador Bartolozzi.